# Nara Yasuyoshi
Nara Yasuyoshi (奈良 安剛; Nại Lương An Cương) (sinh ngày 12 tháng 12 năm 1982) là một cầu thủ bóng đá người Nhật Bản.

## Sự nghiệp câu lạc bộ
Yasuyoshi Nara đã từng chơi cho Consadole Sapporo, Thespa Kusatsu, FC Horikoshi, Rosso Kumamoto, Matsumoto Yamaga FC và Zweigen Kanazawa.